# 紀角
紀角（日语：／ Ki no Tsuno，？—？）是日本古代記紀記載的人物，《日本書紀》稱其為紀角宿禰，《古事記》稱為木角宿禰，其他文獻則稱為紀都奴、都野宿禰命或都怒足尼，宿禰為尊稱。父親是武内宿禰，傳說中紀氏的家祖，活躍於與朝鮮半島的外交。

## 系譜
在《日本書紀》的系譜中並未有記載紀角的名稱，而在《古事記》孝元天皇段則記載為建内宿禰（武内宿禰）的7男2女中的五子。
《新撰姓氏錄》左京皇別 紀朝臣條等均同樣記載紀角為武内宿禰之子。
另外，在《先代舊事本紀》的國造本紀都怒國造條中，紀臣都怒足尼（紀角宿禰）之子為田鳥足尼（紀田鳥，有些版本則標記為鳥足尼或男島足尼）。

## 紀錄
按《日本書紀》應神天皇3年（272年）是歲條記載，由於百濟的辰斯王對天皇行為無禮，應神天皇便派遣紀角宿禰和其兄弟羽田矢代宿禰、蘇我石川和平群木菟宿禰前往朝鮮半島斥責辰斯王，對此百濟方面殺害辰斯王，並且道歉，紀角宿禰等人在擁立阿莘王後返回日本。
按《日本書紀》仁德天皇41年（353年）3月條記載，紀角奉仁德天皇之命前往百濟，並且記錄當地國境劃分以及各種土產，期間與百濟王的同族酒君由於行為無禮而遭到紀角斥責，百濟王畏懼於紀角，便用鐵鍊鎖起酒君，並且讓葛城襲津彥將其帶返日本處置。
《古事記》則沒有記載其相關事蹟。

## 後裔

### 氏族
《古事記》記載紀角後裔為木臣（紀氏）、都奴臣（角氏）和坂本臣等氏族的祖先。
按《新撰姓氏錄》記載，紀角有以下後裔。
- 左京皇別 紀朝臣（日语：朝臣） - 石川朝臣同祖。建内宿禰之子紀角宿禰之後。
- 左京皇別 角朝臣 - 紀朝臣同祖。紀角宿禰之後。
- 左京皇別 坂本朝臣 - 紀朝臣同祖。紀角宿禰之子白城宿禰之後。
- 右京皇別 掃守田首 - 武内宿禰之子紀都奴宿禰之後。
- 河内國皇別 紀祝 - 建内宿禰之子紀角宿禰之後。
- 河内國皇別 紀部 - 建内宿禰之子都野宿禰命之後。
- 和泉國皇別 坂本朝臣 - 紀朝臣同祖。建内宿禰之子紀角宿禰之後。
- 和泉國皇別 紀辛梶臣 - 建内宿禰之子紀角宿禰之後。
- 和泉國皇別 大家臣 - 建内宿禰之子紀角宿禰之後。
- 和泉國皇別 掃守田首 - 武内宿禰之子紀角宿禰之後。
- 和泉國皇別 丈部首 - 同上。

另外，按《續日本後紀》承和3年（836年）3月11日條記載，紀角宿禰的後裔坂本臣鷹野等13人獲賜姓朝臣。

### 國造
按《先代舊事本紀》中的國造本紀記載，彥國葺有以下的國造後裔。
- 都怒國造
難波高津朝（仁德天皇）在位期間，紀臣同祖的都怒足尼之子田鳥足尼（鳥足尼或男島足尼）被任命為國造。位處於後來的周防國都濃郡都濃鄉附近（現山口縣周南市和下松市一帶）[2]。